# Jove (parroquia)
Jove (llamada oficialmente San Bartolo de Xove) es una parroquia y una villa española del municipio de Jove, en la provincia de Lugo, Galicia.

## Otras denominaciones
La parroquia también es conocida por los nombres de San Bartolomé de Xove y San Bartolomeu de Xove.

## Organización territorial
La parroquia está formada por nueve entidades de población, constando cuatro de ellas en el nomenclátor del Instituto Nacional de Estadística español:

### Entidades de población
Entidades de población que forman parte de la parroquia:
- Agramonte
- Carballas (Os  Carballás)
- Chozos (Os Chozos)
- Lamaboa
- Labandeiras (Lavandeiras)
- Parceiros (Os Parceiros)
- Pumariño (O Pumariño)
- Xove

### Despoblado
Despoblado que forma parte de la parroquia:
- Rocha (A Rocha)

## Demografía

### Parroquia
| Gráfica de evolución demográfica de Jove (parroquia) entre 2000 y 2021 |
|                                                                        |
| Datos según el nomenclátor publicado por el INE.                       |

### Villa
| Gráfica de evolución demográfica de Xove (villa) entre 2000 y 2021 |
|                                                                    |
| Datos según el nomenclátor publicado por el INE.                   |